# لیرا مک‌کی
لیرا مک‌کی (انگلیسی: Lyra McKee) (زاده ۳۱ مارس ۱۹۹۰ – درگذشته ۱۸ آوریل ۲۰۱۹) روزنامه‌نگار، مقاله‌نویس، و نویسنده اهل بریتانیا بود. او که خود اهل ایرلند شمالی بود چند مقاله درباره مناقشات ایرلندشمالی به رشته تحریر در آورده بود. وی در ۱۸ آوریل ۲۰۱۹ در اثر شلیک گلوله در تظاهراتی در شهر دری کشته شد.